# 読書村
読書村（よみかきむら）は長野県西筑摩郡にあった村。現在の木曽郡南木曽町大字読書にあたる。

## 地理
- 山：南木曽岳、奥三界岳、伊勢山、飯盛山、高曽根山
- 河川：木曽川、岩倉川、与川

## 歴史

### 村名の由来
与川村（よがわむら）、三留野村（みどのむら）、柿其村（かきぞれむら）の頭文字をとった。

### 沿革
- 1874年（明治7年）9月7日 - 筑摩県筑摩郡三留野村、柿其村及び与川村が合併して、読書村が発足する。
- 1876年（明治9年）8月21日 - 長野県の所属となる。
- 1878年（明治11年）1月4日 - 郡区町村編制法の施行により、西筑摩郡の所属となる。
- 1889年（明治22年）4月1日 - 町村制の施行により、読書村の区域をもって、読書村が発足する。
- 1961年（昭和36年）4月1日 - 読書村、吾妻村及び田立村が合併して、南木曽町が発足する。

## 交通

### 鉄道路線
- 日本国有鉄道
  - 中央本線
    - 十二兼駅 - 三留野駅（現・南木曽駅）

### 道路
- 国道19号（中山道）

## 出身有名人
- 田口利八 - 西濃運輸創業者